# Прапор Роздола
Пра́пор Роздола — офіційний символ селища Розділ Львівської області. Затверджений 22 жовтня 2007 року рішенням сесії Роздільської селищної ради.
Автор — А. Гречило.

## Опис прапора
Прапор Роздола: квадратне полотнище, що складається з двох вертикальних рівновеликих смуг — зеленої (від древка) та червоної, у центрі — біла підкова вухами додолу, посередині неї та у верхніх кутах — три жовті лапчасті хрести. 

## Зміст
У привілеї на магдебурзьке право для містечка Роздола, виданому королем Августом ІІІ 5 січня 1745 р., дозволялося вживати місту герб, «що тут зображений», та було намальовано олівцем знак тогочасного власника містечка М. Жевуського. Цей знак частково використано у сучасних символах Роздола. Містечко виникло ще в середині XVI ст. серед густих лісів. Тому розділення щита вказує на назву поселення, зелений колір — на густі ліси, червоний — на оборонне значення містечка, підкова та хрести — елементи з герба XVIII ст., можуть також трактуватися як символи розвинутих ремесел та високої духовності мешканців Роздола.